# شهرستان گانیسون (کلرادو)
شهرستان گانیسون، کلرادو (به انگلیسی: Gunnison County, Colorado) یک سکونتگاه مسکونی در ایالات متحده آمریکا است که در کلرادو واقع شده‌است.

## خصوصیات
شهرستان گانیسون ۸٬۴۴۳٫۴۱ کیلومترمربع مساحت دارد.